# Сизоненко Олександр Олександрович
Олекса́ндр Олекса́ндрович Сизо́ненко (20 вересня 1923, с. Новоолександрівка, Баштанського району Миколаївської області — 12 вересня 2018) — український радянський письменник, прозаїк, публіцист, есеїст, кіносценарист. Член Комуністичної партії України, наближений до її тодішнього керівника Петра Симоненка.

## Життєпис
Олександр Сизоненко народився 20 вересня 1923 року в селі Новоолександрівці на Миколаївщині, в трудовій хліборобській родині. Згодом його рідне село, прибравши літературну назву Баштанка, не просто пройде через багато оповідань, повістей, романів, а й виступатиме в них як своєрідний герой.
Пристрасть до читання розвивається в Сизоненка вже в шкільні роки, і відтоді стане для нього постійною. Літературна творчість приваблювала Олександра ще з дитинства, його перші оповідання друкує місцева районна газета.
Учасник німецько-радянської війни.
Повоєнний трудовий шлях демобілізований воїн починав на підприємствах хлібопекарської промисловості Миколаєва.
У 1955 — Закінчив Миколаївський педагогічний інститут. Після війни працював на Чорноморському суднобудівному заводі в Миколаєві судноскладальником, інженером-планувальником, контролером ВТК, у відділі пропаганди й агітації обкому партії, в редакції «Блокнота агітатора». Без відриву від виробництва здобув вищу освіту, закінчивши в 1955 році літературний факультет Миколаївського педагогічного інституту.

Могила Олександра Сизоненка, Байкове кладовище

Друкуватися почав з 1949 року — журнал «Вітчизна» надрукував оповідання «Весна», а в 1951 році вийшла перша збірка оповідань «Рідні вогні». 1962 року переїхав до Києва. Працював у сценарному відділі Київської кіностудії імені Олександра Довженка, пізніше був на творчій роботі.
Жив на дачі в елітному письменницькому кварталі під Києвом. Помер за тиждень до 95-го дня народження 12 вересня 2018 року. Похований разом з дружиною на Байковому кладовищі (ділянка № 49б, 50°25′2.9″ пн. ш. 30°30′3.15″ сх. д. / 50.417472° пн. ш. 30.5008750° сх. д.).

## Літературна діяльність
Твором, що приніс громадсько — літературне визнання в УРСР, став роман «Корабели», у якому показано життя великого суднобудівного заводу.
Із 1970 року Олександр Олександрович зосередився виключно на літературній діяльності. Зберігаючи вірність темі війни, він створив повісті «Зорі падають в серпні», «Пауль, Петер, Погани», «Доки й живу», котрі стали улюбленими творами в молодіжному середовищі.
Вершиною творчості Олександра Сизоненка стала трилогія «Степ», «Була осінь», «Мета», за яку він у 1984 році удостоєний Національної премії імені Т. Г. Шевченка. Більше ніж через два десятиліття світ побачив розширений та допрацьований варіант цього монументального видання. На перетині 80–90-х років письменник створює гостроконфліктний роман «Далекий Бейкуш», в основу якого лягла реальна історія про боротьбу прогресивної громадськості проти спроб прокласти канал Дніпро — Дунай.
Загалом створив понад 30 романів, повістей, збірників оповідань та публіцистичних статей. Вони виходили російською, білоруською, англійською, німецькою, польською, та іншими мовами. Їх спільний тираж обчислюється мільйонами примірників.
Багаторічна робота на Чорноморському суднобудівному заводі збагатила письменника великим життєвим досвідом. Зокрема, це допомогло письменнику створити багатоплановий роман «Корабели», героями якого стали творці морських лайнерів. У 1960 році твір приніс автору громадське визнання.
У цей час Сизоненко почав працювати на Київській кіностудії імені О. П. Довженка. Він став автором сценаріїв фільмів «Білі хмари», «Кайдашева сім'я» (1993), редактором фільмів «Тіні забутих предків» (1964), «Новели Красного Дону», «Загибель ескадри» (1965), «Та, що входить у море», «Криниця для спраглих» (1987) та ін.

## Погляди
Після здобуття Україною незалежності Олександр Сизоненко тісно співпрацював з Комуністичною партією України. Є автором десятків статей у партійній газеті «Комуніст». У 2013 році фракція КПУ у Верховній Раді пролобіювала прийняття Постанови про святкування на державному рівні 90-річчя Олександра Сизоненка.
Журналіст та письменник Олександр Горобець у 2016 році так писав про погляди Сизоненка:
|  | Ніхто ж, гадаю, не заперечить проти того, що голова Комітету [з присудження Шевченківської премії] Борис Олійник та парадний аксакал, вірний ленінець Олександр Сизоненко залишаються червоними патріотами СРСР, носіями зрадницької ідеї відновлення московітської імперії. |

## Визнання
Павло Загребельний 20 вересня 1973 року, коли О. Сизоненку виповнилося 50 років, по українському радіо заявив: «Проза Сизоненка має особливу тональність, Сизоненко не любить багато вигадувати, любить писати з натури. Усі його герої — це майже не вигадані люди. Залюбленість у рідні місця, рідних людей створює особливий стиль, сповідницький характер його розповідей. Сизоненко стоїть на шляху до великого таємничого процесу, коли художній твір зливається з дійсністю».
За епічну трилогію «Степ», «Була осінь», «Мета» Сизоненко у 1984 року удостоєний Державної премії Української РСР ім. Т. Шевченка. За цикл новел «А земля перебува вовіки…» став лауреатом премії ім. Ю. І. Яновського. Член Національної Спілки письменників України (1952).

## Творчий доробок
Оповідання
- «Рідні вогні» (1951)
- «Рідні краї» (1955),
- «Далекі гудки» (1957),
- «В батьківському краю» (1959)

Повісті
- «На Веселому Роздолі» (1956)
- «Зорі падають у серпні» (1957)
- «Для чого живеш на світі» (1961)
- «Жду тебя на островах»(1963)
- «Петер, Пауль, Йоганн…» (1967)
- «Підняті обрії»(1971),
- «Хліб з рідного поля» (1978),
- «Сьомий пагорб» (1981)

Романи
- «Корабели» (1960)
- «Білі хмари» (1965)
- «Хто твій друг» (1971)
- «Степ» (1976),
- «Була осінь» (1980),
- «Мета» (1983)
- «Далекий Бейкуш» (1990)
- «Не поле перейти…» (2004)
- «Валькірії не прилетять (Берлінські хроніки)» (2011)

### Фільмографія
Сценарист:
- 1968 — Білі хмари
- 1993 — Кайдашева сім'я

Редактор фільмів:
- 1964 — Тіні забутих предків, Новели Красного Дону
- 1966 — Загибель ескадри, Та, що входить у море, Криниця для спраглих та ін.

## Премії та нагороди
- орден Вітчизняної війни першого ступеня
- орден Трудового Червоного Прапора
- орден Дружби (Російська Федерація)
- медаль «За відвагу»
- медаль «За взяття Берліна»
- звання «Почесний громадянин Миколаєва» (2003)
- звання «Почесний громадянин Баштанського району» (2010)
- Шевченківська премія (1984) за роман-трилогію «Степ», «Була осінь», «Мета»
- Премія імені І. С. Нечуя-Левицького
- Літературна премія імені Юрія Яновського
- Премії «Золотий колос»
- «Прохоровское поле» (Російська Федерація)